# Aechmea roberto-seidelii
Aechmea roberto-seidelii är en gräsväxtart som beskrevs av Edmundo Pereira. Aechmea roberto-seidelii ingår i släktet Aechmea och familjen Bromeliaceae. Inga underarter finns listade i Catalogue of Life.